# Bastian Schulz
Bastian Schulz (Hannover, 1985. július 10. –) német labdarúgó.

## Pályafutása
1997ben került a Hannover 96 akadémiájára, ahol végig járta a korosztályos csapatokat. a 2004-05-ös szezonban már alapemberre volt a tartalékoknak. A következő szezonban már a Hertha BSC ellen a kispadon kapott szerepet a nagy csapatban a bajnokságban. 2008. március 15-én debütált a Bundesligában az Arminia Bielefeld ellen a második félidőben lépett pályára Sérgio Pinto helyére. November 1-jén megszerezte első gólját is a Hamburger SV ellen.
2009 nyarán a Bundesliga 2-ben szereplő 1. FC Kaiserslautern csapatába igazolt, majd a szezon végin feljutottak a Bundesligába. Itt keresztszalag szakadás szenvedett és kiesett a keretből. 2011 augusztusában az RB Leipzig csapatába igazolt.

## Sikerei, díjai
- 1. FC Kaiserslautern
  - Bundesliga 2: 2009-10